# Kékszakáll (növény)
A kékszakáll (Caryopteris) az árvacsalánfélék (Lamiaceae) családjába tartozó nemzetség, fás szárú fajokkal. Az APG a vasfűfélék (Verbenaceae) családjából ide átsorolta. A nemzetségbe tartozó fajok közül kertészetileg az alábbiak jelentősek.
- Kínai kékszakáll C. Incana (C. mastacanthus)

Hazája Északnyugat-Kína, Japán. Ívesen lehajló vesszőjű, gömbölyded, 50–100 cm-es cserje.
Levelei tojásdadok, vagy hosszúkás tojásdadok, durván fűrészesek. Az egész növény szürkén szőrös.
Liláskék virágai augusztusban-szeptemberben az idei hajtásokon a levelek hónaljában kis bugákban nyílnak.
Laza talajt, napos, meleg fekvést kíván. A szárazságot jól bírja. A téli fölös vízre érzékeny-húsos gyökerei könnyen rothadnak. Déli tájolású rézsűbe, kőedényekbe, sziklakertbe alkalmas.
Hajtása kemény teleken visszafagyhat, de ez a virágzást nem befolyásolja. Fiatalon gyorsan nő, ezért laza, meleg talajon talajtakarónak is felhasználható.
- Angol kékszakáll C. x Clandonensis (C. incana x C. mongolica)

Sűrű, szétálló ágú, 50–100 cm-es cserje vagy félcserje, szürkén szőrös hajtásokkal és levelekkel. Levelei lándzsásak, épszélűek vagy ritkán 1–2 fogúak. Élénk-kék virágai augusztus-szeptemberben a hajtások végén bugaszerű leveles virágzatban nyílnak. Igényei megegyeznek a kínai kékszakáll fajéval.
|  |  |